# Aptosimum
Aptosimum es un género con 41 especies de plantas  perteneciente a la familia Scrophulariaceae.

## Taxonomía
El género fue descrito por Burch. ex Benth. y publicado en Edwards's Botanical Register 22: sub t. 1882. 1836. La especie tipo es: Aptosimum depressum Burch. ex Benth. 

## Especies seleccionadas
- Aptosimum abietinum
- Aptosimum albomarginatum
- Aptosimum angustifolium
- Aptosimum arenarium
- Aptosimum decumbens